# استجمام شامل

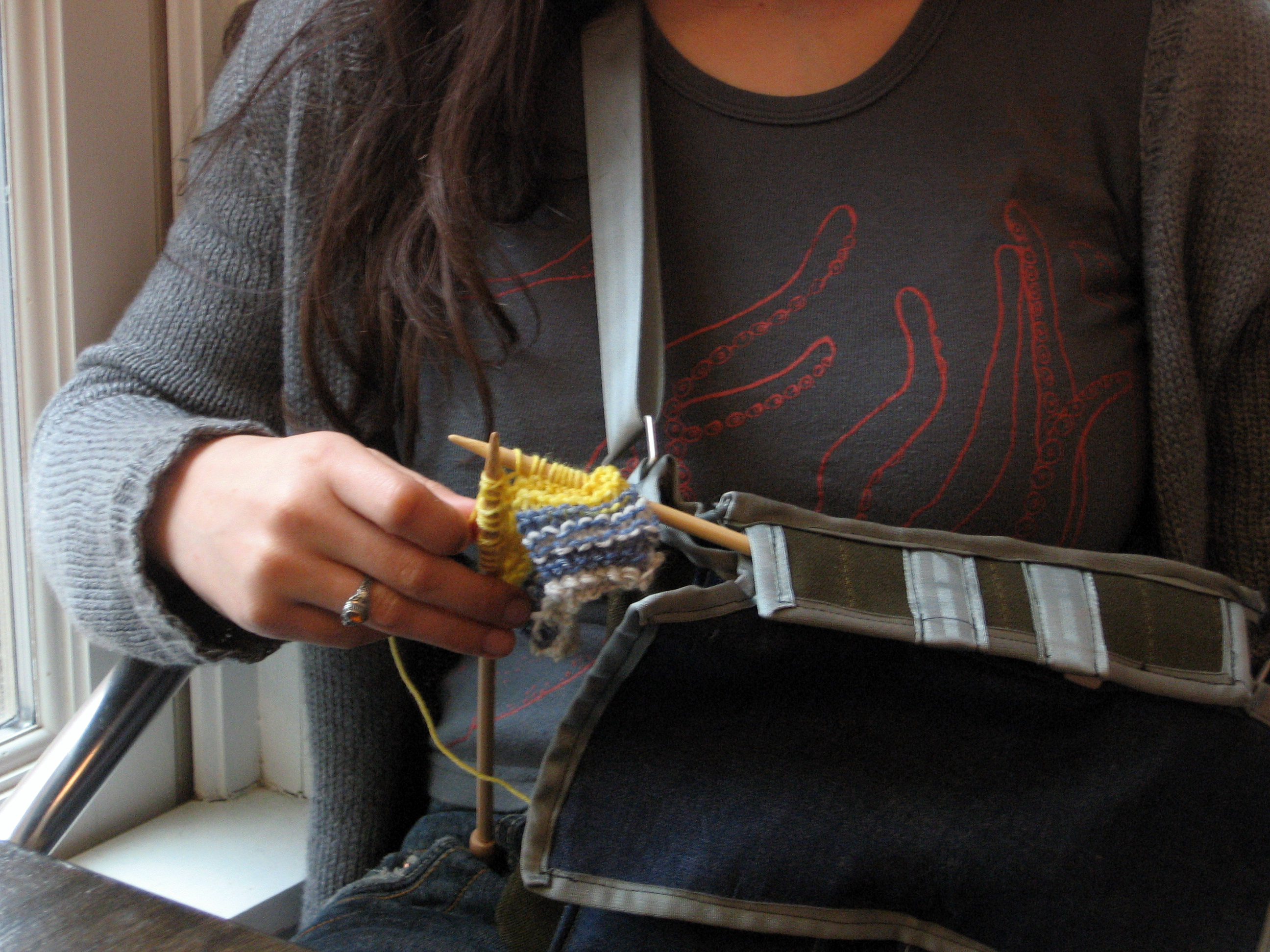
أحد النسّاجين يستعمل جهاز "عقد هندي" متعدد الاستخدام لعقد إبرة نسج واحدة.

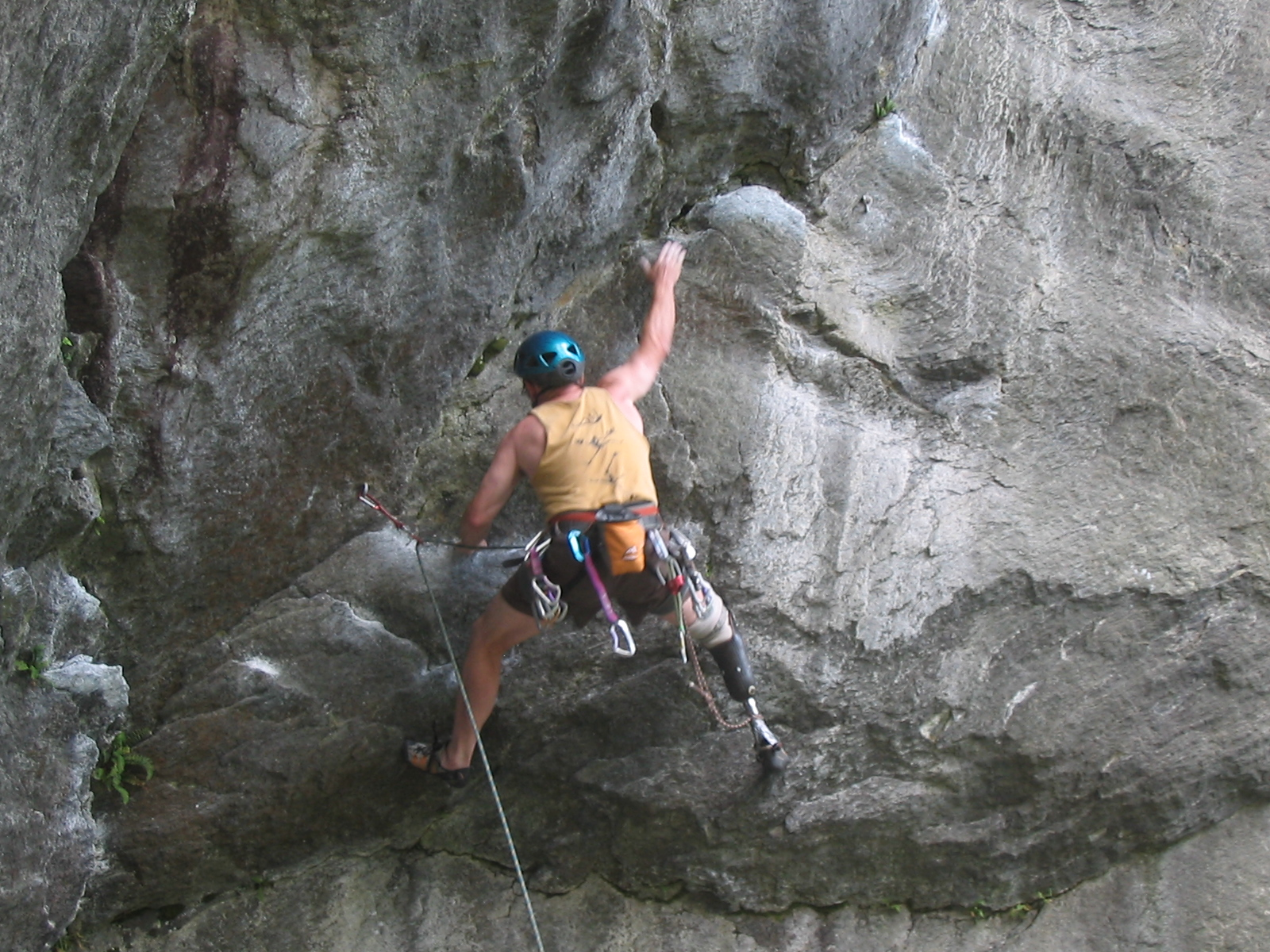
أحد متسلقي الصخور يستعمل ساقًا صناعية مصممة لممارسة الرياضة.

الاستجمام الشامل أو الترفيه الشامل، المعروف أيضًا باسم الترفيه التكيفي أو الترفيه الميسر، هو مفهوم يتم من خلاله منح الأشخاص ذوي الإعاقة الفرصة للمشاركة في الأنشطة الترفيهية، فمن خلال استخدام تعديلات النشاط والتكنولوجيا المساعدة، يستطيع الرياضيون أو المشاركون في الألعاب الرياضية أو الأنشطة الترفيهية الأخرى اللعب جنبًا إلى جنب مع أقرانهم غير المعاقين. على سبيل المثال، تضم منظمة الكشافة الأمريكية حوالي 100.000 عضو من ذوي الإعاقة الجسدية أو العقلية في جميع أنحاء الولايات المتحدة.

## تعديلات الأنشطة
تعديلات الأنشطة هي تغييرات يتم إجراؤها على اللعبة أو النشاط للسماح لجميع اللاعبين بالحصول على فرصة متساوية أو أكثر تساويًا فيما يتعلق بأداء النشاط بنجاح. وتعتبر مباراة كرة السلة للمقعدين مثالًا على تعديل النشاط، حيث يقوم اللاعبون باللعب أثناء جلوسهم على كراسي المقعدين. فعدم قدرة اللاعبين على المشي لا تعد عاملاً يؤثر على مدى نجاحهم في ممارسة اللعب.

## الأجهزة المساعدة
الأجهزة المساعدة هي أي آلات أو معدات تُستعمل في تمهيد الملعب الرياضي في مسابقات الأفراد ذوي القدرات المختلطة، أو للسماح لفرد ما بالمشاركة التي لا يمكن القيام بها دون الاستفادة منها. ومن الأمثلة الجيدة على هذه الأجهزة المساعدة رافعات حمام السباحة التي تُنزل السبّاحين غير القادرين على السير، إلى جانب أطر المساعدة على الوقوف التي تساعد مستخدمي كرسي المقعدين على الوقوف أثناء اللعب بالكرة. وتعتمد العديد من حكومات المحليات بالولايات المتحدة على الاستجمام المتعدد الأغراض كوسيلة للوفاء باشتراطات قانون الأمريكيين ذوي الإعاقة (ADA)، وخاصة في فقرته التي تتناول تقديم الخدمات العامة. فالحكومات مطالبة بموجب هذا القانون بتقديم وسائل الراحة المناسبة للأفراد المعاقين للسماح لهم بالمشاركة في الرياضات وبرامج الاستجمام.

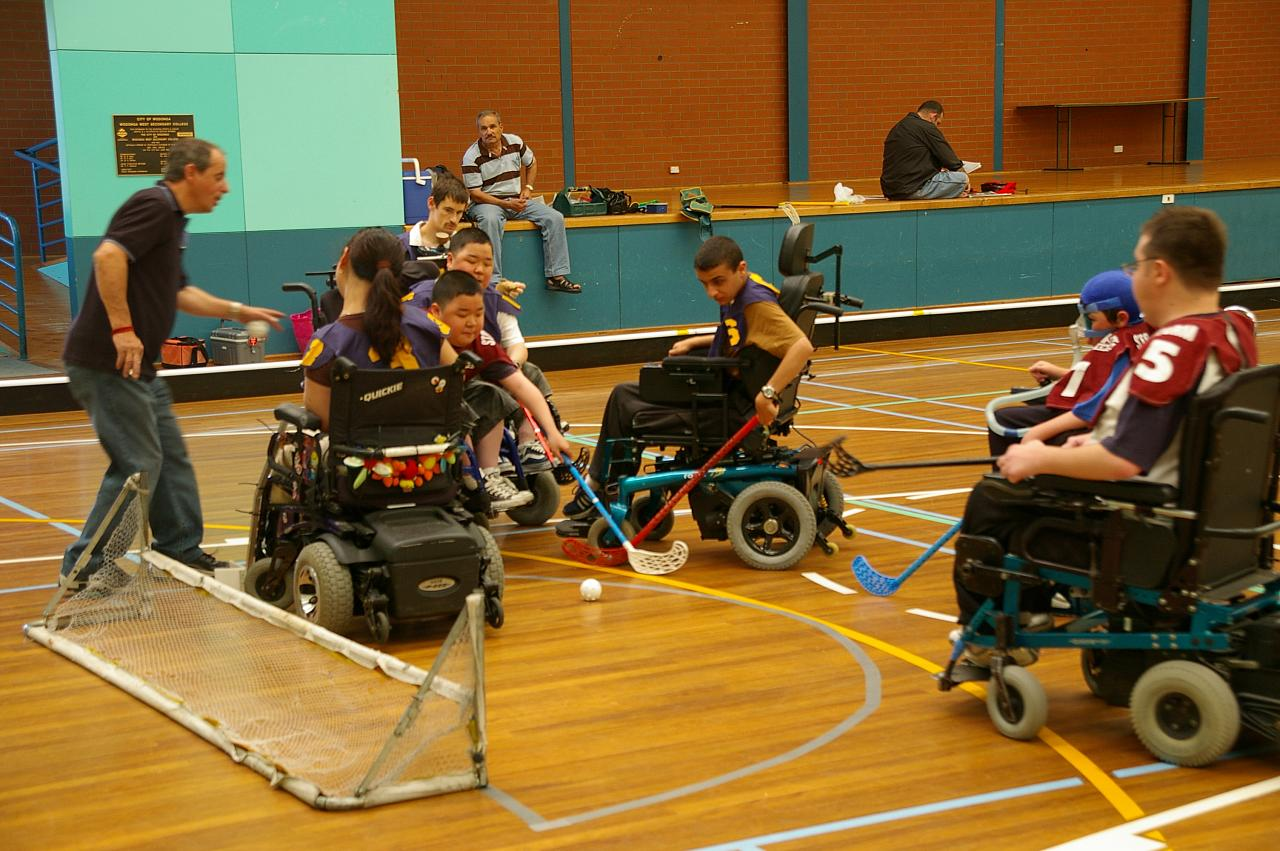
1. تعديل النشاط لممارسة رياضة كرة الهوكي.
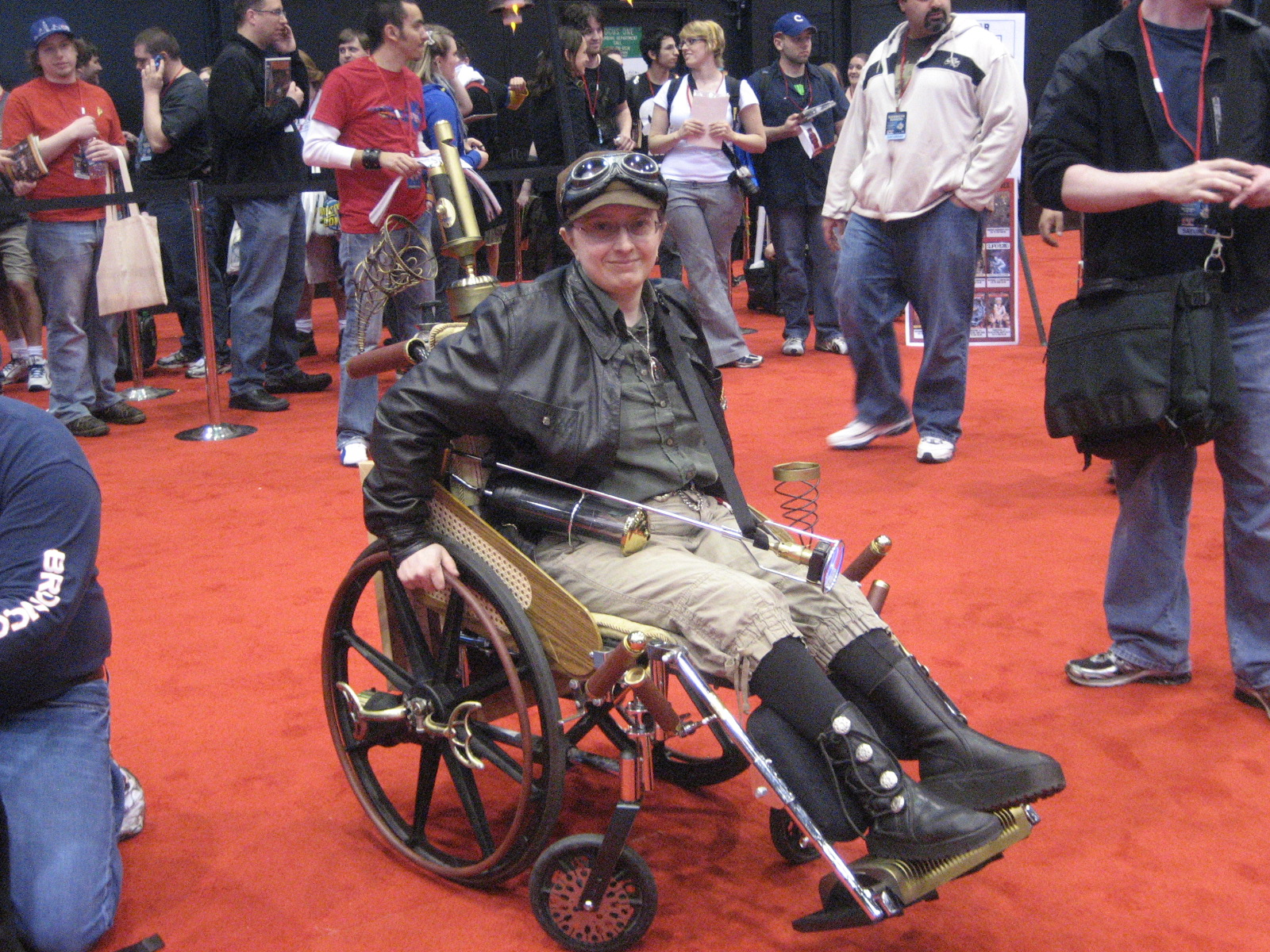
2. كرسي مقعدين على نمط الآلة البخارية.
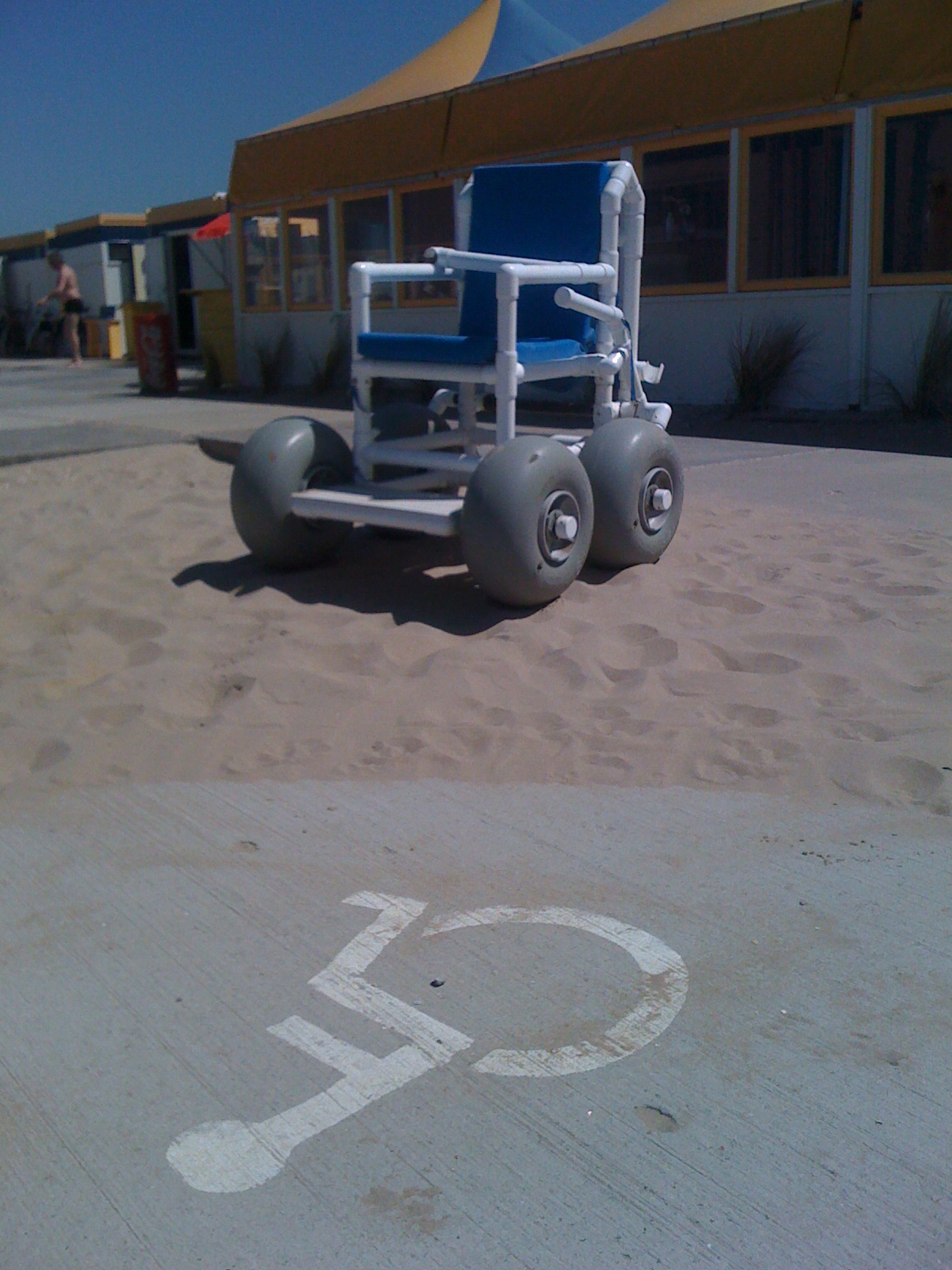
3. كرسي مقعدين مخصص للاستعمال على الشواطئ.
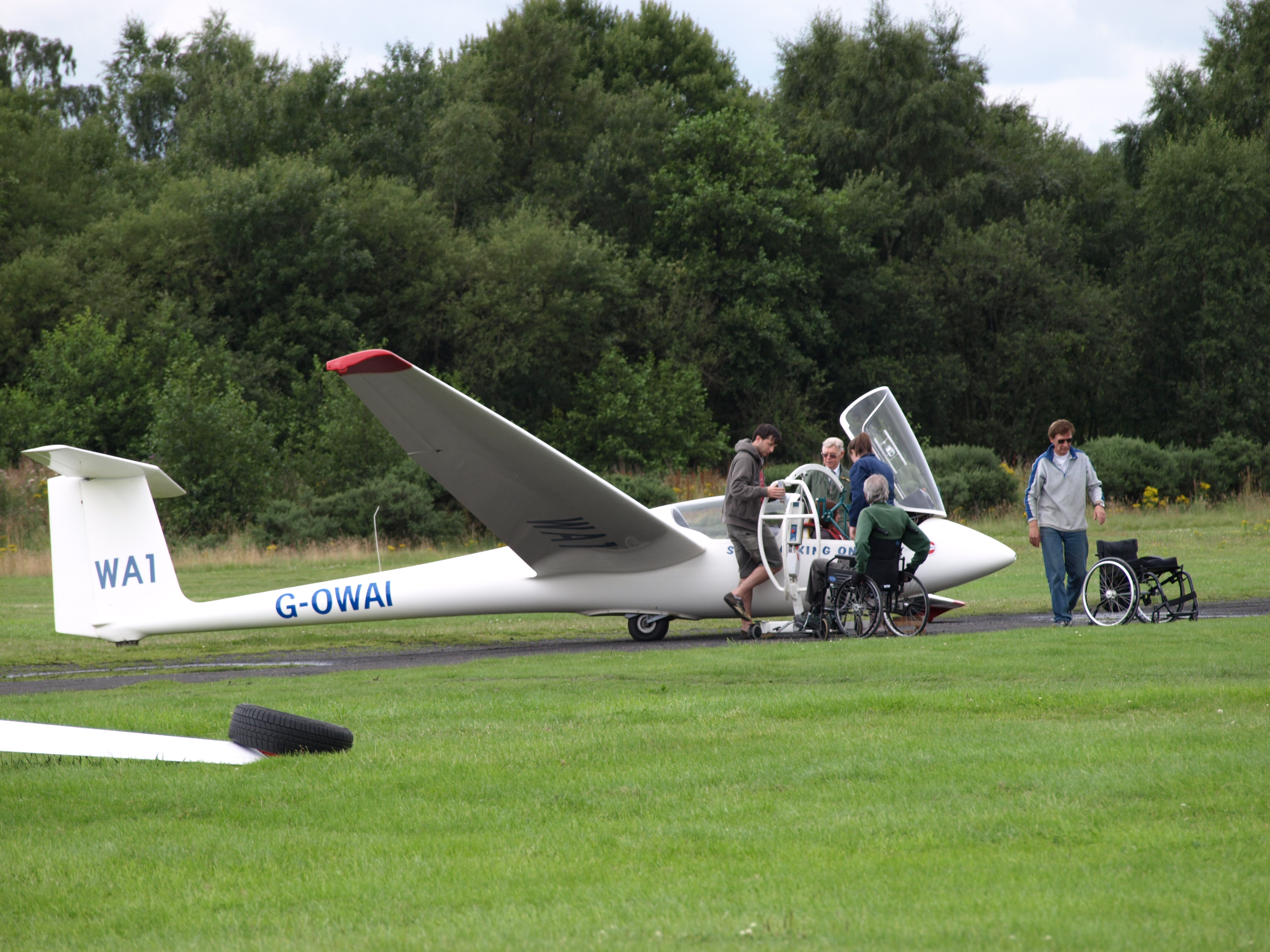
4. قائدو طائرة شراعية يتركون كراسي المقعدين الخاصة بهم خلفهم.

1. تظهر في الصورة رياضة «الهوكي باستخدام كراسي المقعدين الكهربائية»، حيث يمارس اللاعبون رياضة الهوكي باستخدام كراسي مقعدين كهربية بقاعة رياضية وشبكات منخفضة.

2. يظهر في الصورة كرسي مقعدين على نمط الآلة البخارية وتمت زخرفته بواسطة المستخدم، وذلك في تقليد لمحبي الفكاهة، مهرجان كوميك كون.

3. يمكن السماح بدخول كراسي المقعدين ذات العجلات العريضة المصممة خصيصًا للاستخدام على الشواطئ الرملية والمتنزهات المغطاة بالثلوج. وتقوم بعض المرافق بتأجيرها للمستخدمين، مثل هذا النموذج المستخدم في هولندا.

4. تحتاج بعض الأنشطة إلى تعديلات قليلة. وفي هذه الصورة، يشارك مستخدمو كراسي المقعدين في الطيران بالطائرات الشراعية بصفة طيّارين، وذلك في مطار بورتموك، سكوتلاندويل، أسكتلندا، المملكة المتحدة.

## البرامج والنماذج
تتمتع بعض المنظمات بوسائل لإنشاء برامج كبيرة للعديد من المشاركين في نشاط ما. ويمكن أن تتضمن خطة إجراء استجمام شامل تدريب العاملين على الممارسات الشاملة، وشراء أو صناعة أدوات يمكن استعمالها بسهولة عالميًا، إلى جانب رصد النجاح والاستجابة لمتطلبات سهولة الوصول اللاحقة عند ظهورها. وتوجد مجموعة متنوعة من مفاهيم ونماذج الشمول، والتي يمكن أن تهتم بمحتوى برنامج الاستجمام الشامل، أو العمليات المتعلقة بالشمول ذاته. وتتضمن نموذج سينسنتي للشمول، ونموذج الاستجمام الشامل الداعم (SRI)، ونموذج توصيل خدمات برنامج نلعب معًا (TWP)، ونموذج CITI، إلى جانب العديد من النماذج الأخرى.
ويعتبر تدريب فريق العاملين خطوة مهمة للغاية في إدارة نجاح برنامج الاستجمام الشامل. فغياب الإدراك المتعلق بدور فريق العمل قد يكون ذا تأثير سلبي على المشاركين في الاستجمام؛ على سبيل المثال الافتراض غير المناسب أن شخصًا ما يعاني من ضعف في البصر يحتاج لأن يتم التحدث إليه بصوت مرتفع وبطيء يمكن أن يؤدي إلى عدم انخراط المشارك في النشاط. ويمكن أن تتضمن توصيات التدريب معالجة المواقف السلبية والسلوكيات من خلال «الاتصال والتفاعل الشخصيين»، وذلك من خلال التعاون مع الأفراد ذوي الإعاقة. ويتم تشجيع فريق العاملين على تعزيز «حرية الإرادة» بين المشاركين في الاستجمام، مما «يزيد من تعلم الفرد وإدراكه للكفاءة».

## الاستجمام العلاجي
يهدف الاستجمام العلاجي إلى مساعدة المرضى على التكيف مع حالة الإعاقة المزمنة. ويستخدم متخصصو الاستجمام العلاجي المعتمدون تدريبهم الخاص بالإضافة إلى المعايير المهنية لوضع برامج يمكن أن تلائم الاحتياجات المحددة للمرضى. ويمكن أن يكون الاستجمام العلاجي جزءًا من برامج مدارس التعليم الخاص، أو يمكن أن يكون جزءًا من برامج المستشفيات أو الجمعيات أو المنظمات.

## الاستجمام متعدد الأغراض للأطفال

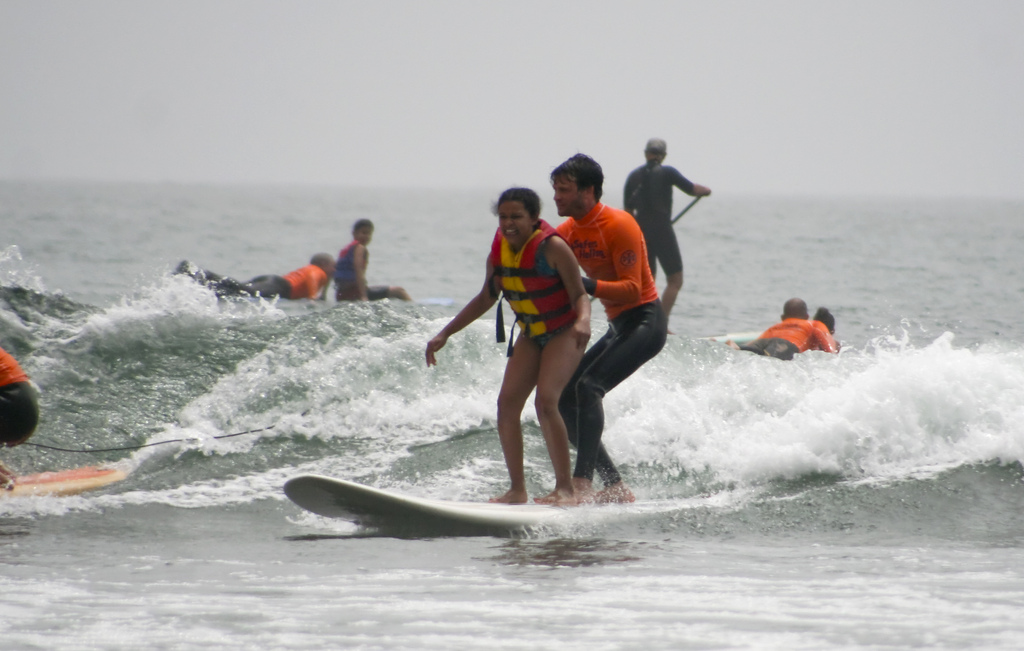
1. ركوب الأمواج بالمساعدة
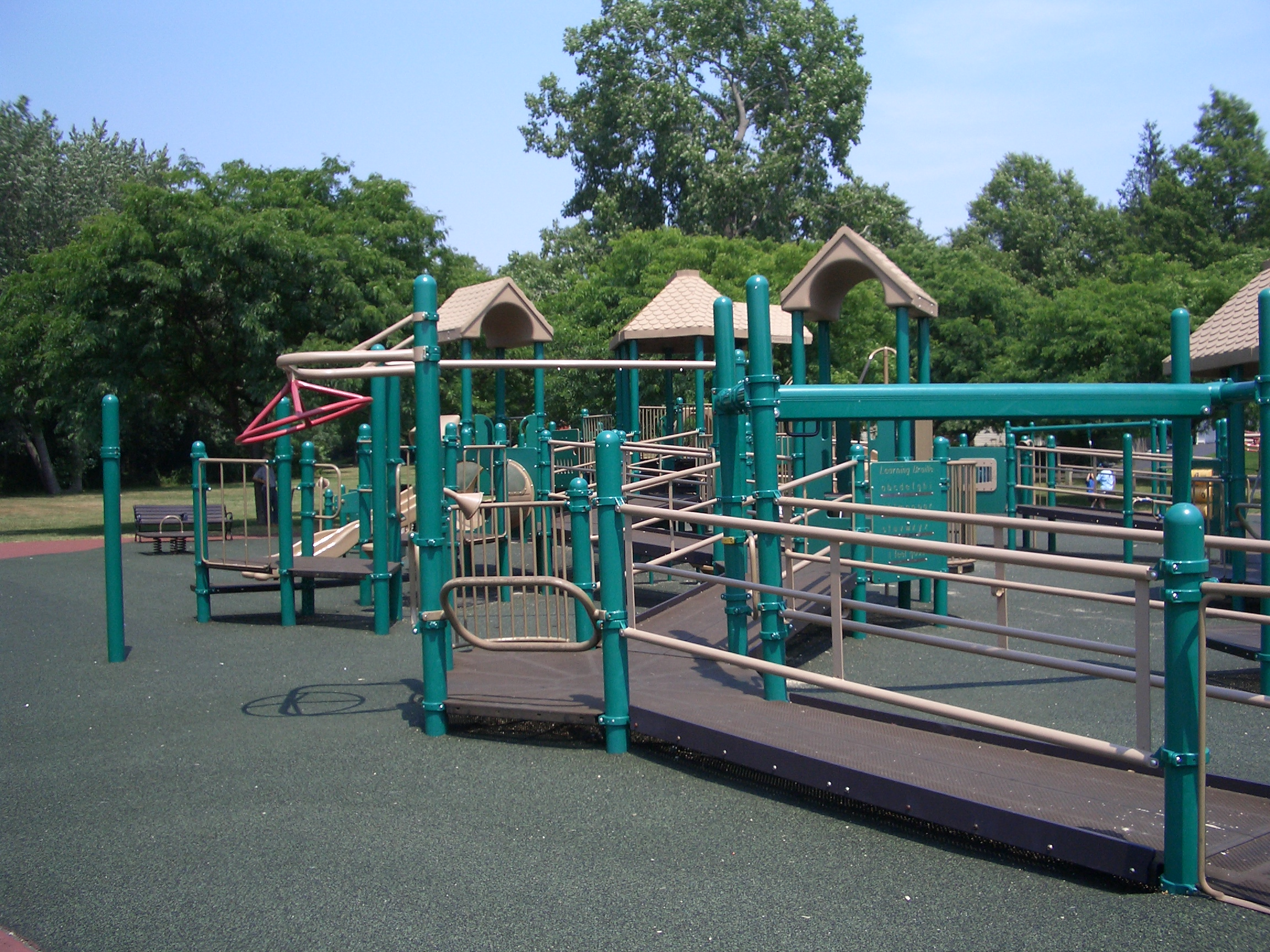
2. تجهيزات ملعب سهل الوصول
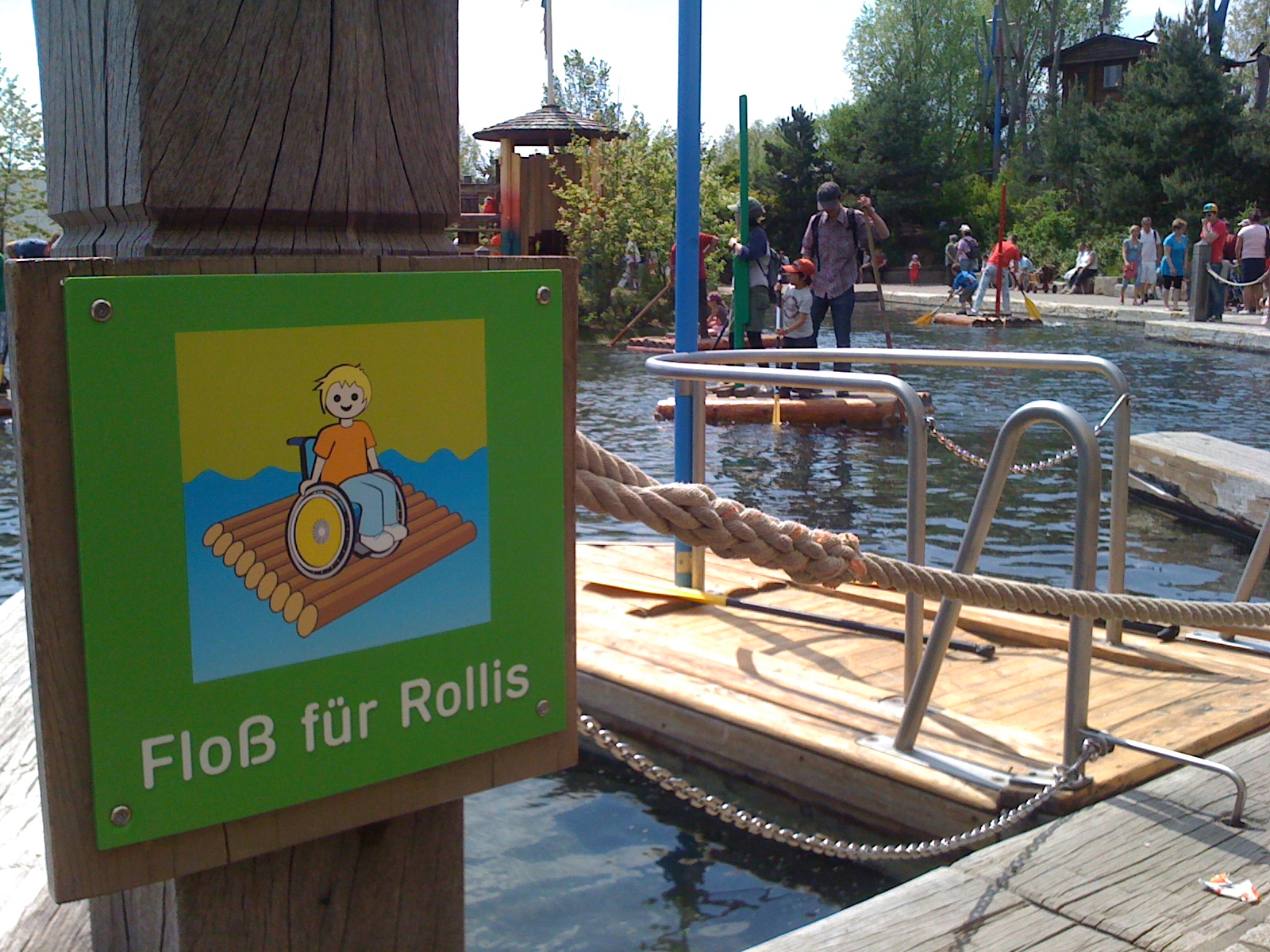
3. عوامة مصممة لنقل كراسي المقعدين.

1. الأطفال المصابون باضطرابات التوحد الطيفي يتعلمون ركوب الأمواج بمساعدة راكبي الأمواج المدربين. حدث ماليبو لركوب الأمواج العلاجي لعام 2010، شاطئ سرفرايدر، كاليفورنيا.

2. تجهيزات ملعب يمكن بسهولة وصول كراسي المعاقين إليها، مع وجود أرصفة منحدرة كما يظهر وتجهيزات أخرى.

3. طوافة عائمة لمستخدمي كراسي المعاقين في متنزه باليموبيل الترفيهي بالقرب من نورمبيرغ، ألمانيا تسمح للأطفال باستخدام كراسي المعاقين للمشاركة في أنشطة الحدائق المائية.

## وصلات خارجية
- Disabled Sports USA
- U.S. Adaptive Recreation Center
- Disapedia National Adaptive Activity Guide
- Disabled Sports USA Far West.
- SPLORE
- Extreme Recess Adaptive Sports